# Lombron
Lombron är en kommun i departementet Sarthe i regionen Pays de la Loire i nordvästra Frankrike. Kommunen ligger i kantonen Montfort-le-Gesnois som tillhör arrondissementet Mamers. År 2022 hade Lombron 1 937 invånare.

## Befolkningsutveckling
Antalet invånare i kommunen Lombron
| Referens: INSEE |